# Murici dos Portelas
Murici dos Portelas is een gemeente in de Braziliaanse deelstaat Piauí. De gemeente telt 8.024 inwoners (schatting 2009).